# Ivan Kalita
Ivan Kalita (n. 14 ianuarie 1927, Gubernia Tambov, RSFS Rusă, URSS – d. 29 martie 1996, Moscova, Rusia) a fost un sportiv ce a reprezentat Uniunea Republicilor Sovietice Socialiste, medaliat olimpic. A participat la 5 ediții ale Jocurilor Olimpice (1960, 1964, 1968, 1972, 1976) în care a câștigat o medalie de aur și o medalie de bronz.